# Écusson (Montpellier)
Pour les articles homonymes, voir Écusson.

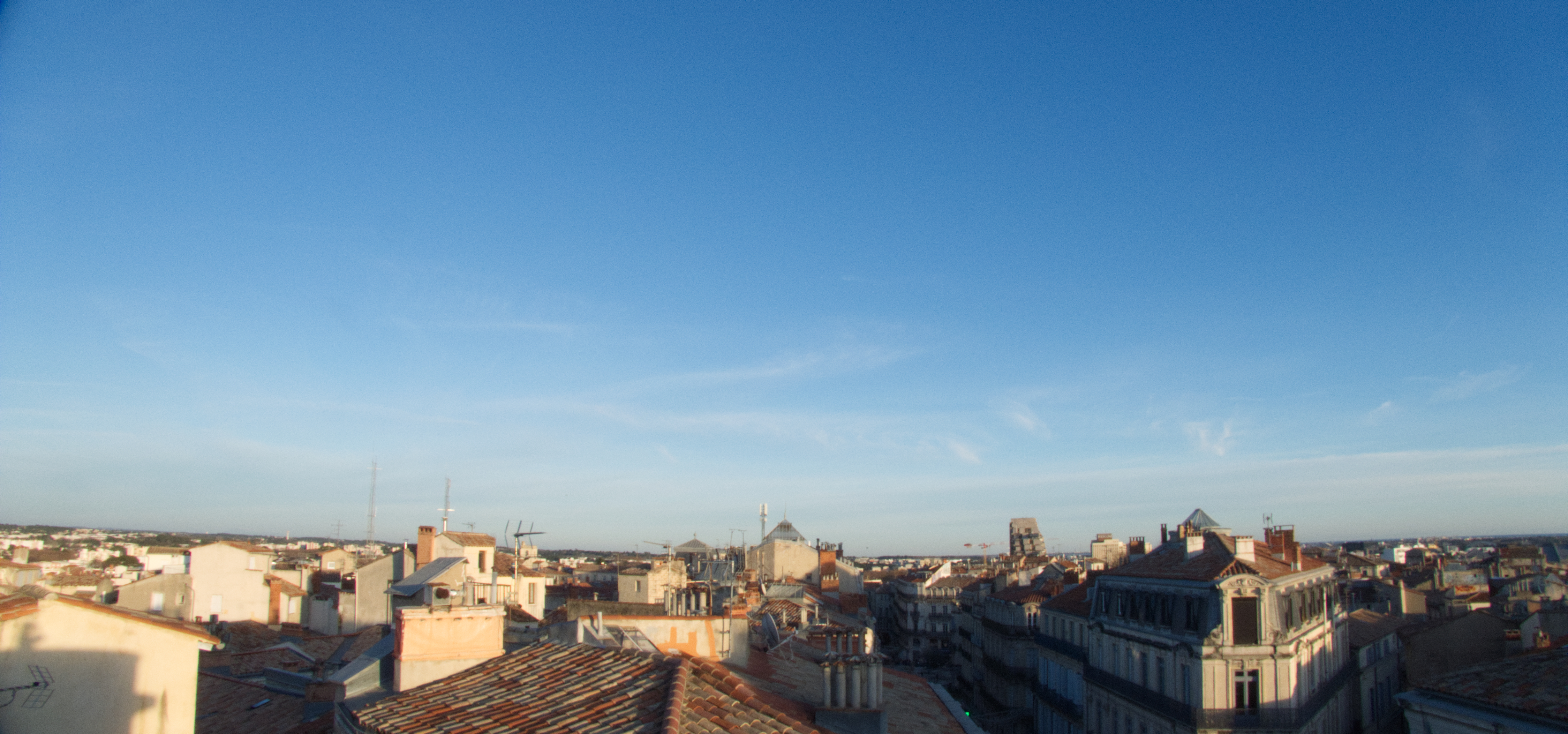
Vue du quartier de l'Écusson depuis la rue Foch.

L’Écusson est le centre historique de Montpellier caractérisé par son contour en forme d'écu français ancien, proche d'un pentagone. Les boulevards l'entourant se trouvent aux emplacements des fossés médiévaux qui bordaient la muraille principale de la ville.
L'Écusson compte environ 20 000 habitants en 2018.

## Géographie

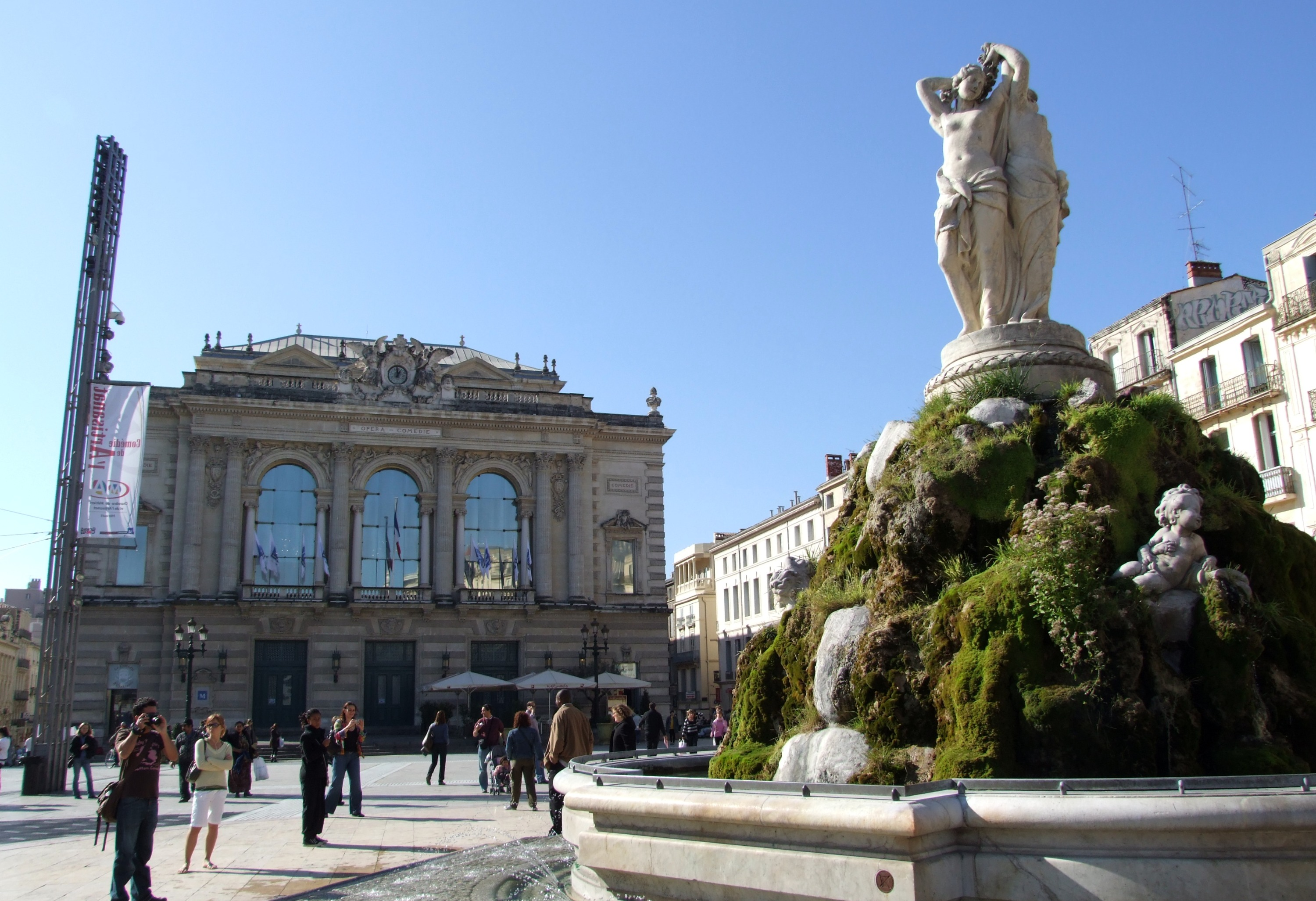
La fontaine des trois Grâces et l'Opéra, sur la place de la Comédie, à Montpellier. L’Écusson se développe dès les bâtiments sur la droite de cette photographie.

L’Écusson, correspondant à la partie la plus ancienne de la ville, s'est développé sur une colline.
Il est entouré, à partir de l'angle nord-ouest et dans le sens des aiguilles d'une montre, par :
- la place Albert Ier, les boulevards Louis Pasteur et Louis Blanc au nord ;
- les boulevards Bonne Nouvelle et Sarrail à l'est ;
- la place de la Comédie et le boulevard Victor Hugo au sud-est ;
- le boulevard de l'observatoire au sud ;
- les boulevards du Jeu de Paume et Ledru-Rollin au sud-ouest ;
- le boulevard du Professeur Louis Vialleton à l'ouest ;
- le boulevard Henri IV au nord-ouest.

Le quartier est limitrophe :

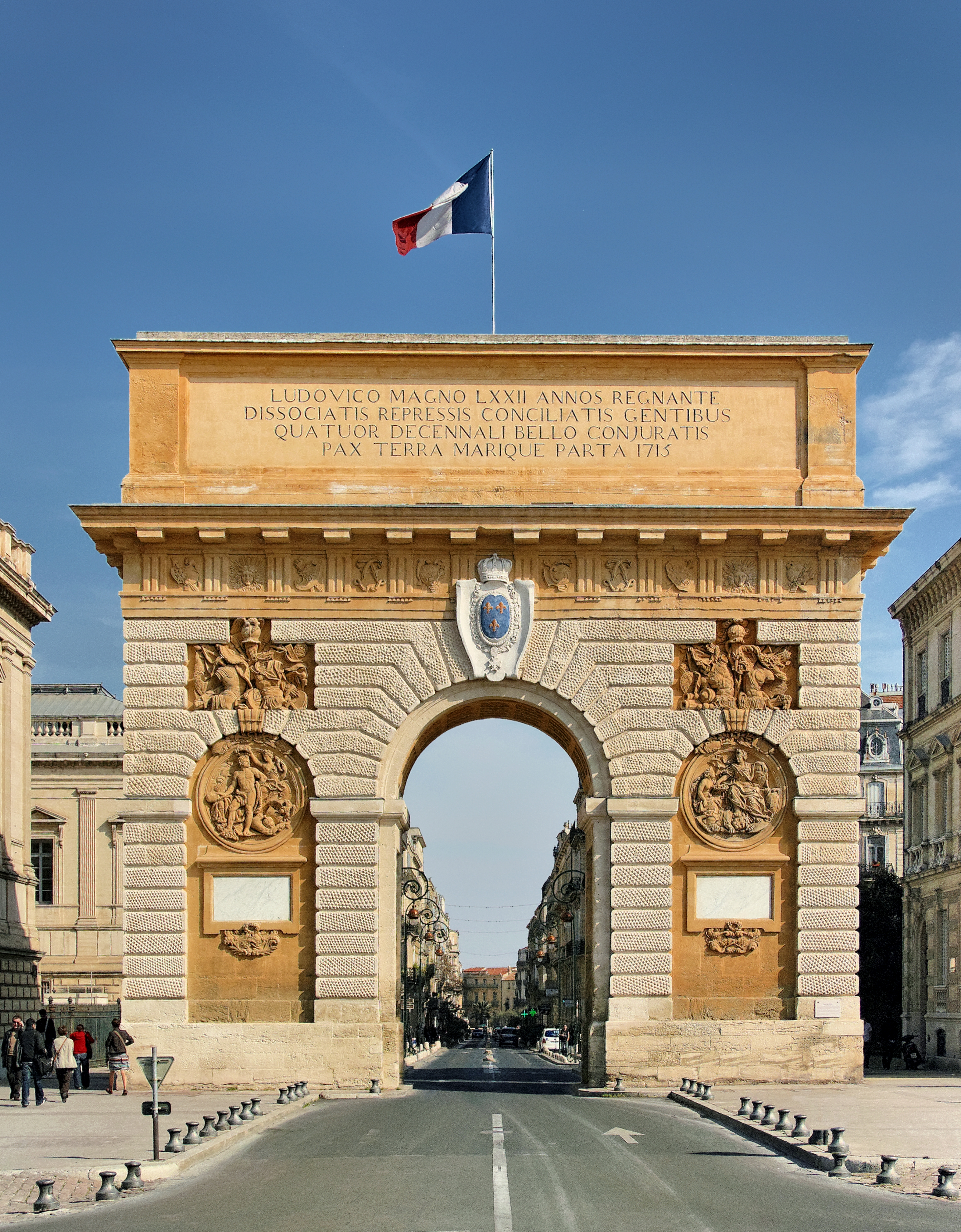
L'arc de triomphe de Montpellier.

- du ruisseau endigué Verdanson qui le sépare du quartier des Beaux-Arts au nord ;
- du palais des congrès du Corum au nord-est ;
- de l'Esplanade et du jardin du Champ de Mars qui le séparent à l'est de la Citadelle construite au XVIIe siècle pour surveiller la population protestante de la ville ;
- du faubourg de Lattes au sud-est ;
- du quartier de la gare Saint-Roch au sud ;
- des quartiers du boulevard Gambetta, plan Cabanes et Figuerolles au sud-ouest ;
- du parc du Peyrou. Entre l'Écusson et cette place royale se trouve l'arc de triomphe ;
- du jardin des plantes.

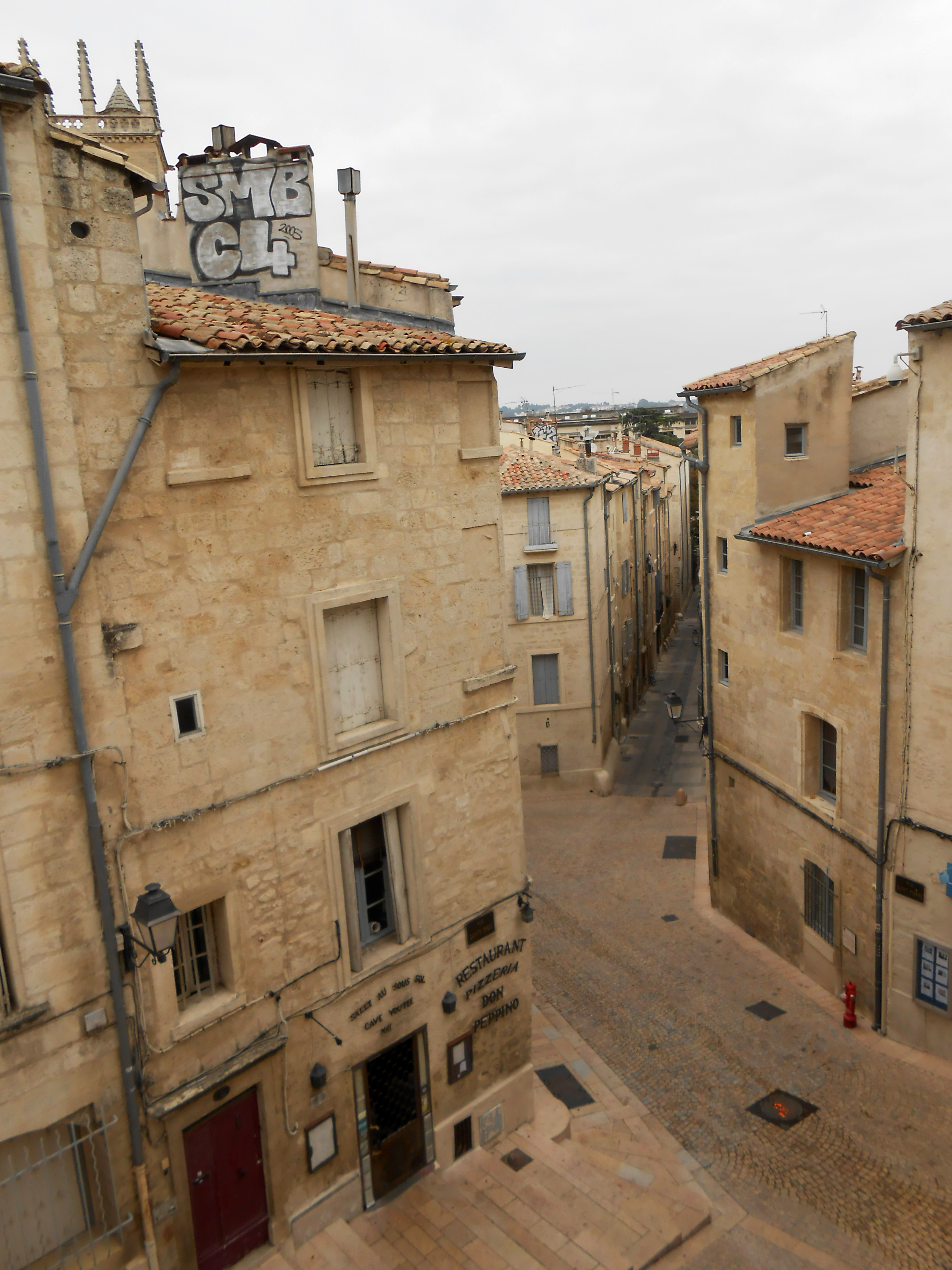
Rues vues depuis la place de la Canourgue.

Depuis le Moyen Âge jusqu'à la construction de l'autoroute A9 et d'avenues contournant le centre de la ville, l'Écusson a été au carrefour des routes menant à Montpellier, siège des États de Languedoc, de l'intendance de Bas-Languedoc et du gouverneur militaire de Languedoc, puis préfecture de département et enfin préfecture de région. Par exemple, la Via Tolosane, un des parcours du pèlerinage de Saint-Jacques-de-Compostelle, traversait la vieille ville du nord-est au sud-ouest.
L’Écusson a été desservi par toutes les lignes de bus urbaines et suburbaines du district de Montpellier jusqu'en juillet 2000. En effet, tous les boulevards autour sont à sens unique et imposent d'en faire le tour dans le sens inverse des aiguilles d'une montre pour pouvoir se diriger vers les quartiers périphériques. Avec la mise en service de la ligne 1 du tramway, en juillet 2000, quatre stations desservent le centre historique sur ses marges orientales et septentrionales et trois lignes de bus son côté ouest.
À l'intérieur, la piétonisation de l'Écusson a été élargie au début des années 2000. Au départ, seules les rues commerçantes du sud étaient libres d'automobiles. Désormais, seules les livraisons tôt le matin et les riverains peuvent circuler en véhicule motorisé dans les rues du quartier. La rue Foch reste ouverte car elle conduit à un parc de stationnement souterrain construit sous la place de la préfecture.

## Histoire

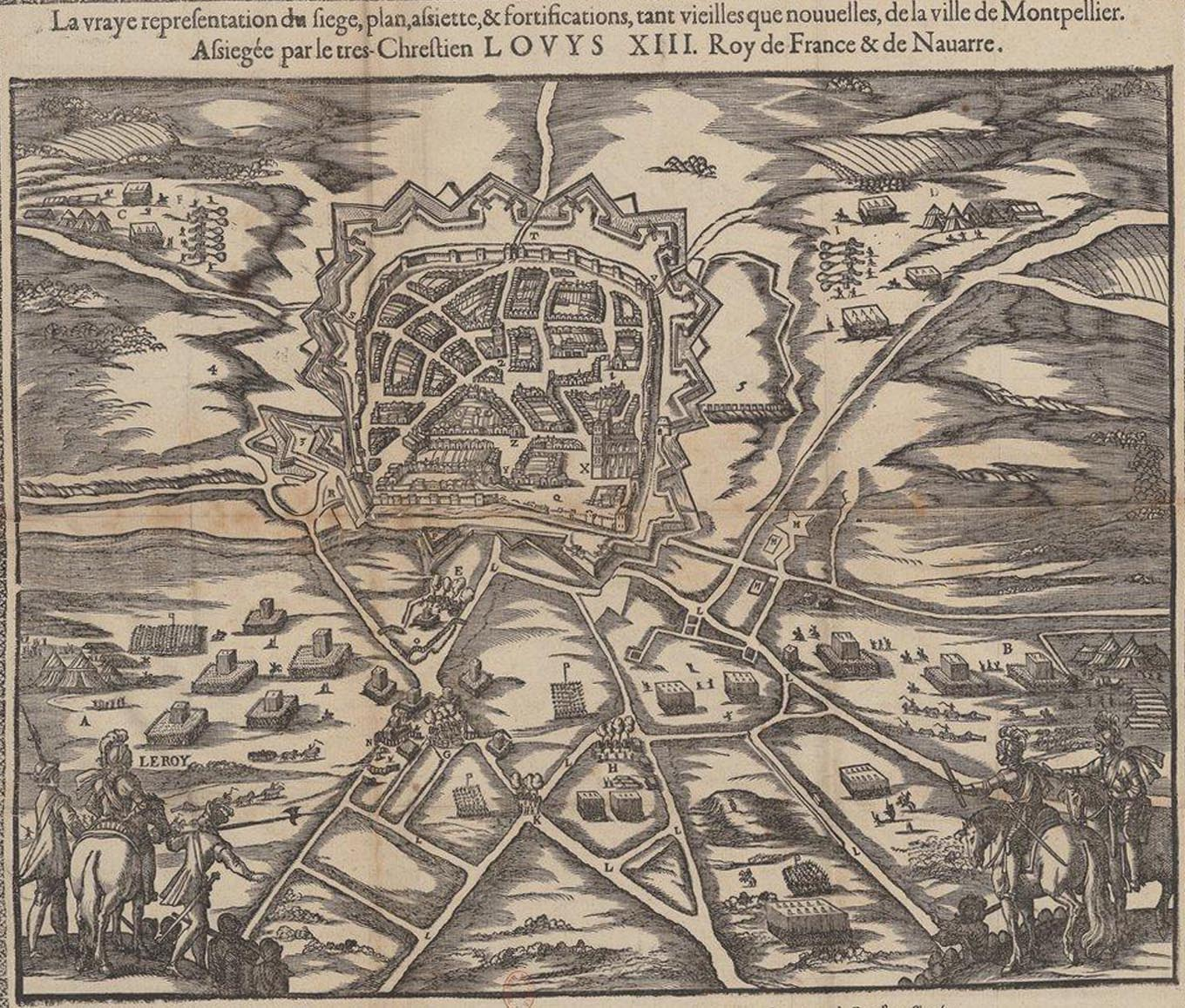
Plan du siège de Montpellier en 1622.

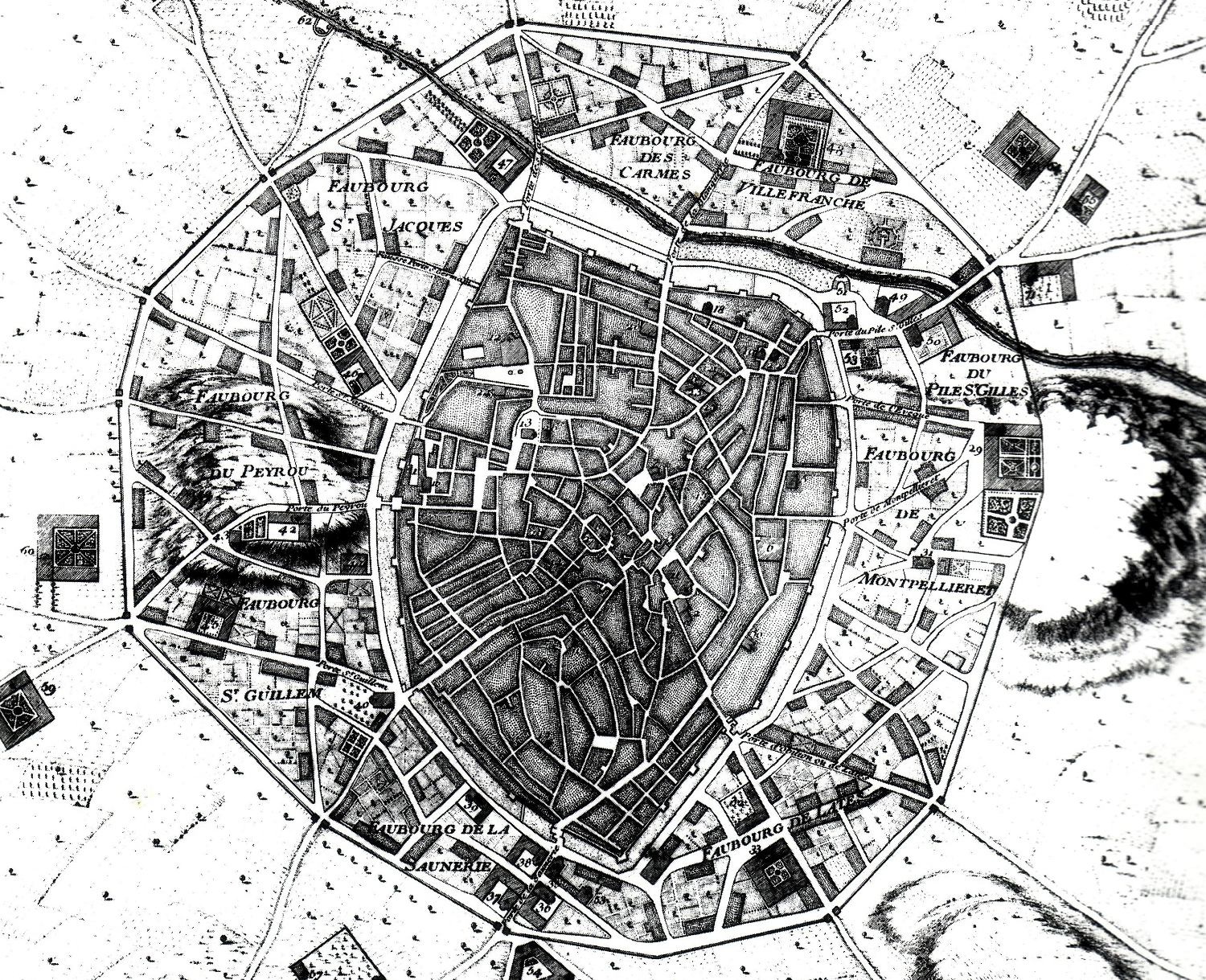
Plan de Montpellier avant les guerres de religion (vers 1737). Carte extraite d'un ancien ouvrage du XVIIIe siècle dont un exemplaire original est aujourd'hui aux Archives de Montpellier.

Au milieu du XIIe siècle, une première enceinte de taille réduite protège la ville. À la fin du XIIIe siècle, la ville s'étant beaucoup étendue, on décide la construction de l'enceinte qui marque encore de nos jours le cœur de la ville. Bien que très ancienne, l'enceinte survit à tous les événements que la ville traverse au cours de son histoire. Elle ne sera démantelée, progressivement, qu'à partir du XVIIe siècle. La ville médiévale ne se limita cependant pas à l'écusson, des faubourgs importants se développant aux XIIIe siècle et XIVe siècle, détruits par les guerres, et développés à nouveau à partir du XVIIe siècle. La majorité des rues de l'Écusson sont des rues d'origine médiévale : étroites et tournantes. Une grande partie du bâti est également d'origine médiévale, modifié principalement aux XVIIe siècle et XVIIIe siècle.
Au XIXe siècle, suivant l'exemple du baron Haussmann à Paris, le maire Jules Pagézy lança des travaux pour créer de larges avenues dans l'Écusson. Ils sont restés inachevés et ont laissé :
- la rue Foch entre l'arc de triomphe de la Porte du Peyrou et la place de la Préfecture ;
- la rue de la Loge entre la place de la Préfecture et la place de la Comédie.

Ces deux rues sont les deux rues commerciales principales du centre historique de Montpellier.
En 1828 est ouvert le musée Fabre grâce à une donation du peintre François-Xavier Fabre (1766-1837) faite à la ville de Montpellier. C'est le principal musée d'art de la ville, situé sur l'Esplanade, dans l'hôtel de Massilian et l'un des musées les plus importants du Midi de la France. Depuis 2002, il a le statut de musée de France.

## Activités
L'ancienneté de ce quartier lui permet d'avoir en son sein plusieurs administrations de commandement d'importance régionale :
- la prefecture de l'Hérault, située à côté de la place des martyrs de la Résistance ;
- le rectorat de l'académie de Montpellier au nord, dans l'ancien Hôtel-Dieu ;
- l'Université de Montpellier (ex-université Montpellier 1), qui conserve des disciplines au nord-ouest de ce quartier, comme la Médecine et le Droit ;
- la cathédrale Saint-Pierre.

Les anciens métiers médiévaux ont disparu, laissant le nom de Verdanson au ruisseau bordant l'Écusson. Ce ruisseau était anciennement appelé Merdançon à cause de son odeur pestilentielle, les tanneurs se trouvant dans le nord de la vieille ville.